# Homoneura remmi
Homoneura remmi är en tvåvingeart som beskrevs av Papp 1978. Homoneura remmi ingår i släktet Homoneura och familjen lövflugor. Inga underarter finns listade i Catalogue of Life.